# Адинегоро
Адинегоро (настоящее имя — Ахмад Джамалуддин (14 августа 1904, Савахлунто, Западная Суматра — 8 января 1967, Джакарта) — индонезийский журналист, писатель
, редактор, политолог. Один из пионеров индонезийской журналистики.

## Биография
Выходец из правящей семьи, сводный брат Мохаммада Ямина. Образование получил в голландских школах Europeesche Lagere и Holis Indische School в Палембанге. Изучал медицину в Батавии. Начал сотрудничать с редакциями газет. Позже отправился в Европу, чтобы изучать журналистику.
Жил в Утрехте (Нидерланды), где работал внештатным сотрудником в нескольких газетах. После этого изучал журналистику, географию, картографию и философию в Берлине, Мюнхене и Вартбурге. Позже побывал балканских странах, Юго-Восточной Европе, Турции, Греции, Италии, Египте, Абиссинии и Индии. Впечатления о поездках послужили для создания книги «Путешествие на Запад».
В 1931 года Адинегоро вернулся в Индонезию. Работал в Джакарте, возглавлял редакцию журнала Pandji Pustaka, затем газету Pewarta Deli, сотрудничал с рядом газет.

## Творчество
Автор ряда романов, рассказов и повестей, статей. Темой его статей были вопросы колониализма, борьбы за независимость, национализма и образования.

## Избранные произведения
Романы
- Darah Muda. 1931
- Asmara Jaya. 1932.
- Melawat ke Barat. 1950.

Повести и рассказы
- Bayati es Kopyor. 1961.
- Etsuko. 1961.
- Lukisan Rumah Kami. 1963.
- Nyanyian Bulan April. 1963.
- Revolusi dan Kebudayaan. 1954.
- Ensiklopedia Umum dalam Bahasa Indonesia. 1954.
- Ilmu Karang-mengarang
- Falsafah Ratu Dunia